# Giovanni Gualberto
San Giovanni Gualberto (Villa di Poggio Petroio, 985 – Abbazia di San Michele Arcangelo a Passignano, 12 luglio 1073) è stato un monaco italiano, fondatore della Congregazione vallombrosana.

## Biografia

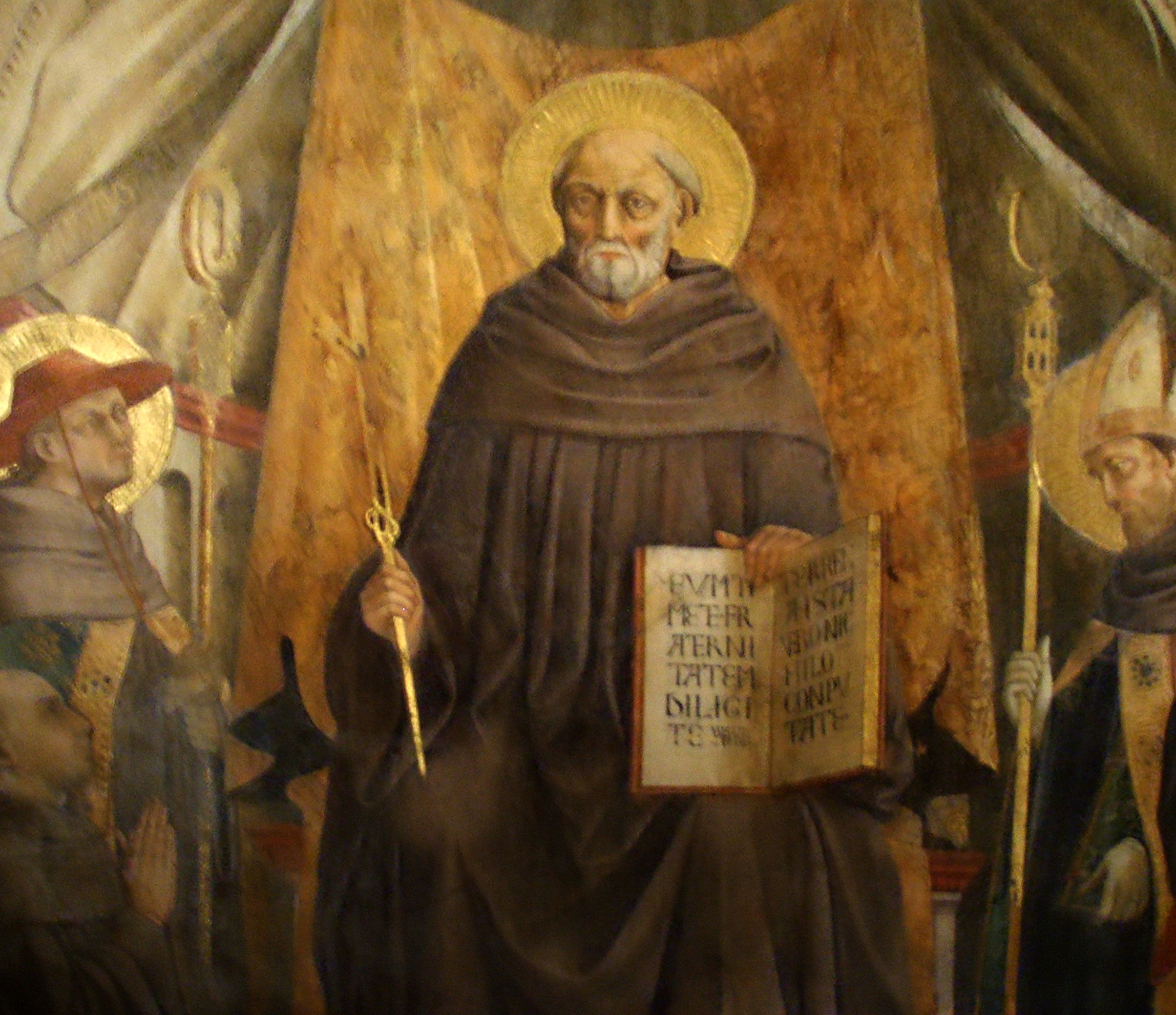
San Giovanni Gualberto, affresco di Neri di Bicci, chiesa di Santa Trinita, Firenze

Giovanni, figlio di Gualberto, nacque secondo alcuni a Firenze o secondo altre fonti nel castello chiamato villa di Poggio Petroio, in val di Pesa, nel 985 da una nobile famiglia appartenente a un ramo di quella oggi detta dai medievisti dei Signori di Montebuoni, antenati comuni ai Visdomini ed ai Buondelmonti e proseguita, secondo gli studi del padre Fedele Soldani nel Settecento, confermati da Giovanni Lami nelle Novelle Letterarie nel 1766, nella famiglia dei Lotteringhi, poi divenuta del Riccio Baldi, cognome estintosi nella seconda metà dell'Ottocento. 
Suo fratello Ugo venne assassinato - stando alla tradizione da un cugino nel 1003 - e, secondo i costumi del tempo, Giovanni fu chiamato a vendicarne la morte con l'uccisione del rivale. La vendetta si doveva consumare fuori porta San Miniato a Firenze, ma secondo la leggenda agiografica, il suo avversario si inginocchiò e messo le braccia in forma di croce invocò pietà. Giovanni gettò la spada e concesse il perdono.
A quel punto Giovanni, secondo la tradizione, andò nel monastero di San Miniato in preghiera e il crocifisso lì presente avrebbe fatto segno, con il capo, di approvazione. Dopodiché Giovanni si ritirò all'interno del monastero benedettino annesso. Una volta diventato monaco il suo impegno si diresse a difendere la Chiesa dalla simonia e dal nicolaismo. I suoi primi avversari furono il suo stesso abate, Oberto, nominato suo superiore dopo la morte dell'abate Leone, nel 1034 e il vescovo di Firenze, Atto, entrambi simoniaci. Non essendo incline ai compromessi, e confortato dal monaco Teuzzone e non riuscendo ad allontanarli dalla città preferì ritirarsi in solitudine. Nel 1036 dopo varie peregrinazioni insieme ad alcuni monaci giunse a Vallombrosa, conosciuta allora come Acquabella.
Nonostante la solitudine però il suo ideale monastico rimaneva quello cenobitico, com'è presentato dalla Regola benedettina. A Vallombrosa la Regola fu applicata in una forma inedita, quella poi detta vallombrosana. I monaci, con la preghiera, si preparavano all'intervento diretto con gli affari di Firenze. Qui il loro antagonista era il nuovo vescovo Pietro Mezzabarba, succeduto ad Atto e simoniaco anch'egli. La vittoria dei monaci avvenne sia grazie all'appoggio del partito della riforma sia grazie alla leggenda dell'ordalia (giudizio di Dio) di Badia a Settimo. Qui il monaco Pietro avrebbe attraversato indenne il fuoco dimostrando il favore divino e per questo fu detto "Igneo". Dopo l'approvazione papale, i vallombrosani conobbero un periodo di grande crescita.
Giovanni Gualberto morì nella badia di Passignano, un monastero che aveva accettato la sua Regola. Le sue reliquie erano conservate nel monastero di San Salvi presso Firenze, ma in occasione dell'assedio furono spostate a Passignano. In quell'occasione andò praticamente distrutto il sarcofago scolpito da Benedetto da Rovezzano, i cui frammenti sono oggi sparsi in vari siti, tra cui il Museo del cenacolo di Andrea del Sarto. Fu canonizzato nel 1193 da papa Celestino III; nel 1951 papa Pio XII lo dichiarò patrono del Corpo forestale italiano.

## Iconografia

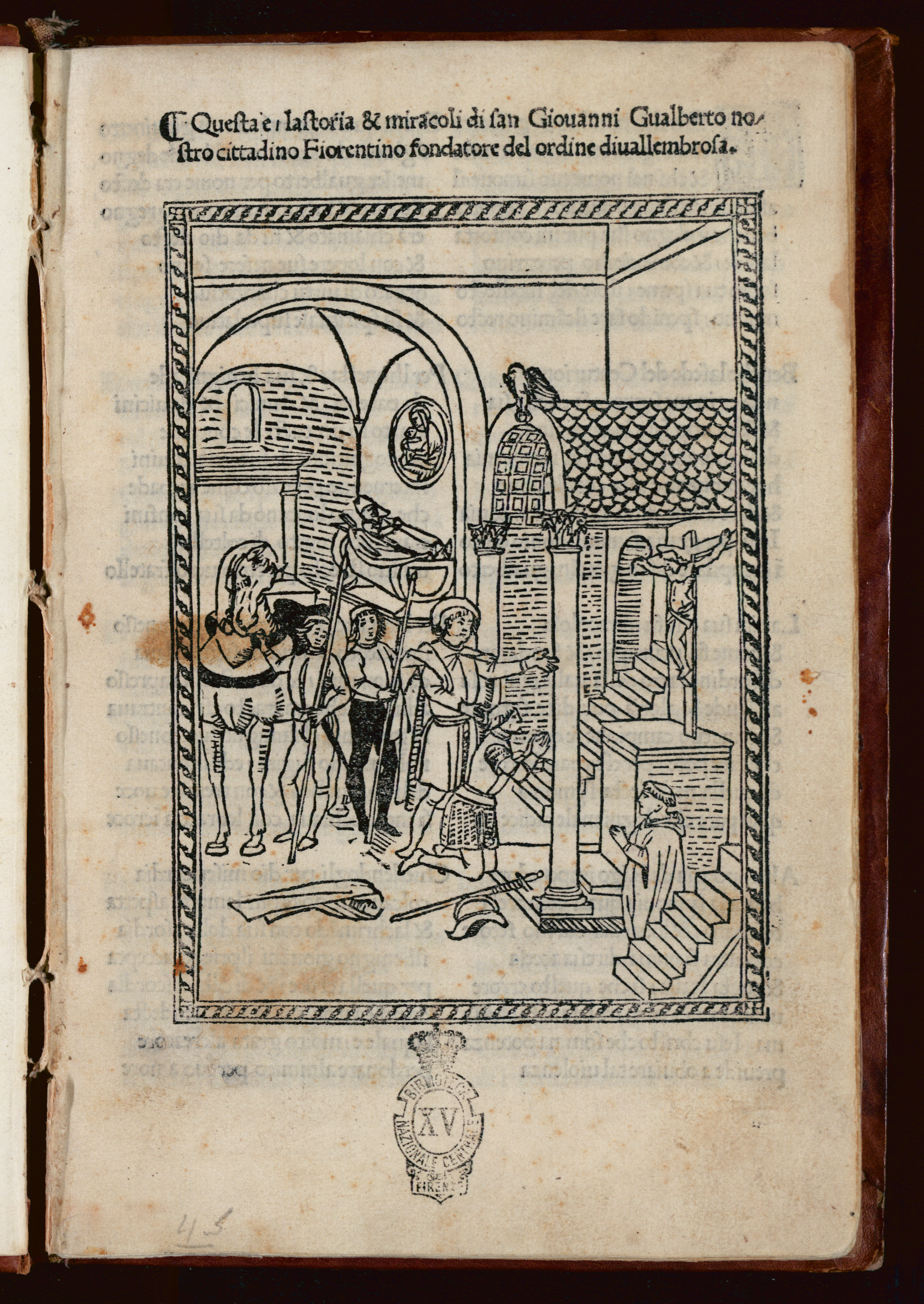
Bernardo Giambullari, Storia e miracoli di San Giovanni Gualberto, 1500

Gli episodi salienti della vita di san Giovanni Gualberto sono rappresentati in una serie di affreschi, opera di Livio Modigliani, che decorano le lunette del chiostro dell'abbazia di San Mercuriale a Forlì, che fu a lungo sede di un monastero vallombrosano.
A Firenze, un grande affresco di San Giovanni Gualberto in cattedra si trova nella chiesa vallombrosana di Santa Trinita ed è opera di Neri di Bicci.

### Agiografie
- Bernardo Giambullari, Storia e miracoli di San Giovanni Gualberto, Firenze, Bartolomeo de' Libri, 1500.
- (LA) Girolamo da Raggiolo, Miracula s. Iohannis Gualberti, Firenze.

### Testi moderni
- C.C. Calzolai (a cura di), La chiesa fiorentina, Curia arcivescovile, Firenze 1970.
- Giovanni Spinelli, G. Rossi, Alle origini di Vallombrosa. Giovanni Gualberto nella società dell'XI secolo, 1985, ISBN 8816770066.
- Fabrizio Scheggi, L'alba del feudalesimo, Borgo San Lorenzo (Firenze), 2024 -ISBN 9791221052558
- Francesco Salvestrini e Enrico Sartoni, I Vallombrosiani in Lombardia (PDF), Regione Lombardia, 2011 (archiviato dall'url originale il 23 settembre 2017).